# Mjolnir (comics)
Cet article concerne le marteau du super-héros Thor dans le monde de fiction de l'univers Marvel. Pour le marteau du dieu Thor du panthéon nordique, voir Mjöllnir.
Pour les articles homonymes, voir Mjolnir.
Mjolnir, plus formellement connu sous le nom de Mjölnir (/ ˈmjɔːlnɪər /) est une arme magique de fiction apparaissant dans les comics américains publiés par la maison d'édition Marvel Comics. Créé par le scénariste Stan Lee et conçu par les artistes Jack Kirby et Joe Sinnott, l'objet apparaît pour la première fois dans le comic book Journey into Mystery (vol. 1) #83 en août 1962. 
Basé sur son homonyme Mjöllnir, le marteau enchanté du dieu Thor dans la mythologie nordique, cette arme est généralement représentée dans les comics sous la forme d'un grand marteau gris à tête carrée possédant une poignée courte et ronde enveloppée de cuir marron, et qui se termine par une lanière de cuir formant une boucle.
Mjolnir est décrit comme l'arme principale du super-héros et dieu Thor, ainsi que l’arme de Jane Foster.
Sur une de ses faces figure l’inscription suivante : « Quiconque tient ce marteau, s’il en est digne, recevra le pouvoir de Thor » (« Whosoever holds this hammer, if they be worthy, shall possess the power of Thor »),.

## Pouvoirs et capacités

### Pouvoirs
Mjolnir a été l'objet de plusieurs enchantements puissants lancés par le propre père de Thor, le dieu Odin :
- le plus connu d'entre eux est qu’aucun être vivant ne peut soulever le marteau, à moins d’en être jugé digne[1] ;
- un autre enchantement fait que Mjolnir revient à chaque fois au point exact d’où il a été lancé (comme un boomerang), généralement dans la main de Thor lui-même[1] ;
- le marteau donne à son porteur le pouvoir de conjurer les tempêtes (foudre, tonnerre, vent et pluie) quand celui-ci le frappe deux fois sur le sol. Il peut aussi manipuler le climat sur une échelle quasi planétaire[1] ;
- il peut aussi ouvrir des portails interdimensionnels, ce qui permet par exemple à Thor de se rendre de Midgard (la Terre) sur Asgard et inversement[1] ;
- à différentes périodes, le marteau a permis à Thor d’adopter l’apparence de son alter-ego mortel Donald Blake, quand il frappait le sol une seule fois avec Mjolnir. Dans ce cas, le marteau se transformait en une canne de marche. Lors de cette configuration, l’enchantement d'Odin empêchant un autre que Thor de soulever Mjolnir n’agissait plus[1] ;
- le marteau est également insensible aux enchantements extérieurs[1].

D’autres enchantements ont existé avant de disparaître par la suite, comme celui où Mjolnir ne devait pas demeurer plus de 60 secondes hors de la main de Thor, sinon il retrouvait son apparence de mortel quand il était hors d’Asgard (l’enchantement fut, plus tard, transféré au marteau Stormbreaker de Beta Ray Bill). Cette faculté réapparut ensuite quand Thor fusionna avec Eric Masterson. Quand Thor adopta l’apparence du mortel Jake Olson, ses changements d’apparence étaient déclenchés par un simple coup de poing sur une surface dure ; Mjolnir disparaissant alors complètement, et ne réapparaissait que lorsque Thor retrouvait son apparence divine.
Pendant une courte période, le marteau fut également capable de créer des distorsions temporelles, ce qui permettait de voyager à travers le temps ; mais cet enchantement fut annulé par Immortus avec le consentement de Thor, en le trompant. 
Les autres pouvoirs du marteau incluent :
- en faisant tournoyer Mjolnir suffisamment vite, Thor peut créer des vortex (pour déplacer des objets ou des créatures) ou des champs de force capables de contenir des explosions qui pourraient détruire jusqu’à une planète[1] ;
- le marteau peut aussi émettre des décharges d’énergie de diverses intensités, et donne à son utilisateur le pouvoir de contrôler l’électromagnétisme, de manipuler les molécules, de produire une énergie appelée « anti-force » (qui peut contrer tout autre forme d’énergie) et de créer des « géo-décharges » capables de blesser jusqu’à des êtres tels qu’Ego, la planète vivante[1] ;
- plus rarement, Thor a utilisé le marteau pour pister une personne ou des objets mystiques, absorber de l’énergie (comme retirer aux Démolisseurs leurs pouvoirs d’origine asgardienne qu’ils avaient acquis) ou détecter les illusions[1] ;
- en tant qu'ancien artefact religieux et de culte, le marteau a la capacité d'être utilisé pour repousser les morts-vivants ; il est même fatal pour certains vampires (les plus faibles d’entre eux) ; quand ils sont atteints par le marteau, ceux-ci entrent alors en combustion avant de tomber en cendres[1] ;
- il peut aussi servir à projeter des images[1].

### Capacités
En complément de la magie d'Odin dont il a été imprégné, Mjolnir possède, grâce à l'uru qui le compose, une résistance formidable, ce qui le rend quasiment indestructible. Il a résisté aux impacts de balles de différents calibres, à l’antimatière et à divers rayons calorifiques. Cependant, bien qu'il soit réputé être capable de « détruire les montagnes », il demeure quand même incapable de percer l’adamantium pur.
Renommé pour sa résistance incroyable, Mjolnir a cependant été endommagé à plusieurs reprises :
- il a une fois été coupé en deux par le rayon désintégrateur du Destructeur ;
- il a été vaporisé par l’Homme-Molécule (Owen Reece) qui dissipa ses liaisons atomiques ;
- il fut entièrement brisé après avoir canalisé une quantité incommensurable d’énergie afin d’abattre la paroi protégeant le « cerveau » du Céleste Exitar[3] ;
- il fut tranché en deux par le dieu Perrikus avec sa propre faux magique ;
- il fut aussi détruit de nouveau en heurtant des armes forgées en uru provenant d’un groupe de Géants des Tempêtes suivant Loki, au cours du récent Ragnarok, créant alors une explosion gigantesque.
- dernièrement, il fut de nouveau endommagé lorsque Thor affronta son grand-père Bor Burison.

Le marteau put être réparé à chaque fois, soit avec l'utilisation d'une forge (magique ou non), soit de façon mystique ; par exemple, grâce à l'aide du Dr Strange qui transféra la « puissance d’Odin » détenue par Thor vers le marteau, liant ainsi les deux entités.